# سد گاماپوورت
سد گاماپوورت (به لاتین: Gamkapoort Dam) یک سد در آفریقای جنوبی است که در کیپ غربی واقع شده‌است.